# Чемпіонат світу з трекових велоперегонів 1991
Чемпіонат світу з трекових велоперегонів 1991 проходив з 13 по 18 серпня 1991 року в Штутгарті, Німеччина. Усього на чемпіонаті розіграли 15 комплектів нагород — 12 у чоловіків та 3 у жінок.

## Медалісти

### Чоловіки
Професіонали
| Дисципліна                         | Золото           | Срібло            | Бронза          |
| Спринт                             | Кері Холл        | Фабріс Кола       | Стівен Пейт     |
| Індивідуальна гонка переслідування | Франсіс Моро     | Шон Воллес        | Колін Стерджесс |
| Кейрін                             | Міхаель Хюбнер   | Клаудіо Ґолінеллі | Фабріс Кола     |
| Гонка за очками                    | В'ячеслав Єкімов | Франсіс Моро      | Пітер Пітерс    |
| Гонка за лідером                   | Денні Кларк      | Петер Штайґер     | Арно Кюттель    |

Аматори
| Дисципліна                         | Золото                                                               | Срібло                                                              | Бронза                                                             |
| Спринт                             | Єнс Фідлер                                                           | Біл Хук                                                             | Гарі Нейванд                                                       |
| Гіт на 1000 м                      | Хосе Марія Морено                                                    | Єнс Ґлюкліх                                                         | Джин Семюел                                                        |
| Індивідуальна гонка переслідування | Єнс Леманн                                                           | Міхаель Ґлокнер                                                     | Ян Бо Петерсен                                                     |
| Командна гонка переслідування      | Німеччина Міхаель Ґлокнер Штефан Штайнвеґ Єнс Леманн Андреас Вальцер | СРСР Євгеній Берзін Владислав Бобрик Вадим Кравченко Дмитро Нелюбін | Австралія Бретт Ейткен Стівен Мак-Глід Шон О'Браєн Стюарт О'Грейді |
| Спринт на тандемах                 | Німеччина Емануель Раш Ейк Покорний                                  | Чехословаччина Любомір Гарґаш Павел Бурань                          | Франція Фредерік Лансьєн Дені Лем'єр                               |
| Гонка за лідером                   | Роланд Кьонгсхофер                                                   | Давід Соларі                                                        | Карстен Подлеш                                                     |
| Гонка за очками                    | Бруно Рісі                                                           | Стівен Мак-Глід                                                     | Ян Бо Петерсен                                                     |

### Жінки
| Дисципліна                         | Золото         | Срібло        | Бронза           |
| Спринт                             | Інгрід Харінга | Аннет Нойман  | Конні Параскевін |
| Індивідуальна гонка переслідування | Петра Роснер   | Джені Ейкгофф | Маріон Кліньє    |
| Гонка за очками                    | Інгрід Харінга | Крістел Веркс | Джені Ейкгофф    |

## Загальний медальний залік
| Місце  | Країна            | Золото | Срібло | Бронза | Загалом |
| ------ | ----------------- | ------ | ------ | ------ | ------- |
| 1      | Німеччина         | 6      | 4      | 1      | 11      |
| 2      | Нідерланди        | 2      |        | 1      | 3       |
| 3      | Франція           | 1      | 2      | 3      | 6       |
| 4      | Австралія         | 1      | 1      | 2      | 4       |
| 5      | Швейцарія         | 1      | 1      | 1      | 3       |
| 6      | СРСР              | 1      | 1      |        | 2       |
| 7      | Австрія           | 1      |        |        | 1       |
| 7      | Іспанія           | 1      |        |        | 1       |
| 9      | Італія            |        | 2      |        | 2       |
| 10     | США               |        | 1      | 2      | 3       |
| 11     | Велика Британія   |        | 1      | 1      | 2       |
| 12     | Бельгія           |        | 1      |        | 1       |
| 12     | Чехословаччина    |        | 1      |        | 1       |
| 14     | Данія             |        |        | 2      | 2       |
| 15     | Тринідад і Тобаго |        |        | 1      | 1       |
| Всього | Всього            | 14     | 15     | 14     | 43      |